# Primera División 1958 (Uruguay)
Het seizoen 1958 van de Primera División was het 54e seizoen van de hoogste Uruguayaanse voetbalcompetitie. Het seizoen liep van augustus tot december 1958.

## Teams
Er namen tien ploegen deel aan de Primera División tijdens het seizoen 1958. Negen ploegen wisten zich vorig seizoen te handhaven en één ploeg promoveerde vanuit de Primera B: IA Sud América kwam in de plaats van het gedegradeerde Racing Club de Montevideo.
| Club                      | Stad       | Stadion                             | Vorig seizoen |
| ------------------------- | ---------- | ----------------------------------- | ------------- |
| CA Cerro                  | Montevideo | Parque Demetrio Arana               | 5e            |
| Danubio FC                | Montevideo | Estadio Jardines del Hipódromo      | 6e            |
| CA Defensor               | Montevideo | Parque Rodó                         | 3e            |
| CA Fénix                  | Montevideo | Estadio Parque Capurro              | 4e            |
| Liverpool FC              | Montevideo | Estadio Belvedere                   | 8e            |
| Montevideo Wanderers FC   | Montevideo | Estadio Parque Alfredo Víctor Viera | 7e            |
| Club Nacional de Football | Montevideo | Estadio Centenario                  | 1e            |
| CA Peñarol                | Montevideo | Estadio Centenario                  | 2e            |
| Rampla Juniors FC         | Montevideo | Parque Nelson                       | 9e            |
| IA Sud América            | Montevideo | Estadio Parque Carlos Ángel Fossa   | 1e (1ª B)     |

## Competitie-opzet
Alle clubs speelden tweemaal tegen elkaar. De ploeg met de meeste punten werd kampioen. De ploeg die laatste werd degradeerde naar de Primera B.

### Kwalificatie voor internationale toernooien
Er waren geen internationale toernooien waar Uruguayaanse ploegen zich dit seizoen voor plaatsten.

### Torneo Competencia en Torneo de Honor
Voorafgaand aan het seizoen werd het Torneo Competencia gespeeld tussen de ploegen in de Primera División. Dit toernooi werd gewonnen door Club Nacional de Football. Ook werd er gestreden om het Torneo de Honor. Deze prijs werd uitgereikt aan de ploeg die het beste presteerde in het Torneo Competencia en in de eerste seizoenshelft van de Primera División.

### Eerste seizoenshelft
Geen enkele ploeg slaagde erin om hun duels in de eerste en tweede speelronde allebei te winnen, maar promovendus IA Sud América haalde wel als enige ploeg drie punten. In de derde speelronde behaalden ze een gelijkspel tegen titelhouder Club Nacional de Football, maar drie andere ploegen die wel wonnen kwamen mede daardoor langszij. In de vijfde speelronde was er opnieuw een ploeg die alleen op kop ging: Liverpool FC had verloren van CA Peñarol, maar de overige wedstrijden gewonnen en verkreeg daardoor de leiding.
Die koppositie verloor Liverpool in de zevende speelronde: ze verloren met 5–0 van CA Cerro en werden ingehaald door Peñarol. De daaropvolgende speelronde deelden Peñarol en Nacional de punten na een doelpuntloos gelijkspel. Hiermee verzekerde Nacional zich van de winst in het Torneo de Honor.
Halverwege de competitie gingen Peñarol en Nacional samen aan kop met ieder 13 punten. Rampla Juniors FC (11 punten) stond derde en Sud América (10 punten) vierde. Cerro en CA Fénix sloten de rij met 5 punten elk.

### Tweede seizoenshelft
Nacional werd de enige koploper na de elfde speelronde omdat Peñarol punten liet liggen tegen Liverpool. Een week later werden de rollen echter omgedraaid: Sud América versloeg Nacional met het kleinste verschil en bezorgde de regerend kampioen daarmee de eerste nederlaag van de competitie. Halverwege november deelde Nacional de punten met Cerro, maar omdat Peñarol verloor van Montevideo Wanderers FC kwamen de twee rivalen weer op gelijke hoogte. Ook enkele andere clubs hadden nog uitzicht op de titel: nummer drie Rampla Juniors had bijvoorbeeld maar twee punten minder. Onderaan had Cerro zich opgewerkt naar de zevende plek, maar was Fénix nog steeds in het bezit van de rode lantaarn.
In de veertiende speelronde won Nacional van hekkensluiter Fénix met 8–1, de grootste uitslag in de competitie van de laatste zeven jaar. Peñarol verloor bovendien eveneens van Sud América, waardoor Nacional weer de enige koploper werd. Twee wedstrijden voor het einde gingen ze echter onderuit tegen Rampla Juniors en moesten ze de koppositie weer delen met Peñarol. Met nog twee duels te gaan moesten Nacional en Peñarol bovendien ook rekening houden met Rampla Juniors (twee punten achterstand) en Sud América (drie punten minder).
Op 21 december troffen de twee leiders elkaar in de een-na-laatste speelronde van het seizoen. Nacional kwam op voorsprong, maar dankzij treffers van Juan Hohberg en José Roberto García greep Peñarol de overwinning en de koppositie. Het doek viel wel voor Fénix: door een nederlaag tegen CA Defensor was degradatie een feit voor de Albivioletas en zakten ze na twee seizoenen terug naar de Primera B.
Voorafgaand aan de laatste speelronde waren er nog drie ploegen die kans maakten op de titel. Peñarol had aan een gelijkspel tegen Defensor genoeg, maar als ze zouden verliezen dan konden Nacional en Rampla Juniors nog op gelijke hoogte komen, wat zou resulteren in barragewedstrijden om de landstitel. Dit bleek echter niet nodig: Peñarol haalde de benodigde remise en kon zich voor het eerst sinds 1954 weer kampioen van Uruguay noemen. Het was de 21e landstitel voor de Aurinegros. Nacional en Rampla Juniors bleven steken op één punt achterstand. Promovendus Sud América behaalde de vierde plaats en kwalificeerde zich daardoor voor het eerst voor het Torneo Cuadrangular.

### Eindstand
|     | Club                      | Sp. | W  | G | V  | Pnt. | DV | DT | DS  |
| --- | ------------------------- | --- | -- | - | -- | ---- | -- | -- | --- |
| 01. | CA Peñarol                | 18  | 10 | 4 | 4  | 24   | 33 | 16 | +17 |
| 2.  | Club Nacional de Football | 18  | 8  | 7 | 3  | 23   | 37 | 14 | +22 |
| 3.  | Rampla Juniors FC         | 18  | 10 | 3 | 5  | 23   | 29 | 18 | +11 |
| 4.  | IA Sud América            | 18  | 7  | 7 | 4  | 21   | 20 | 16 | +4  |
| 5.  | Montevideo Wanderers FC   | 18  | 5  | 8 | 5  | 18   | 26 | 28 | –2  |
| 6.  | Liverpool FC              | 18  | 7  | 3 | 8  | 17   | 26 | 40 | –14 |
| 7.  | CA Defensor               | 18  | 5  | 6 | 7  | 16   | 32 | 32 | 0   |
| 8.  | CA Cerro                  | 18  | 3  | 8 | 7  | 14   | 20 | 26 | –6  |
| 9.  | Danubio FC                | 18  | 2  | 9 | 7  | 13   | 24 | 35 | –11 |
| 10. | CA Fénix                  | 18  | 3  | 5 | 10 | 11   | 24 | 45 | –21 |

### Legenda
| Kleur | Kwalificatie voor              |
| ----- | ------------------------------ |
|       | Degradatie naar Primera B 1959 |

| Winnaar Primera División 1958 |
| ----------------------------- |
| CA Peñarol 21e titel          |

#### Topscorers
Rampla Juniors FC-speler Manuel Pedersen werd topscorer van de competitie met twaalf doelpunten. Het was voor het eerst sinds 1932 dat een speler van Rampla Juniors topscorer werd.
| №  | Speler          | Club              | Goals |
| -- | --------------- | ----------------- | ----- |
| 1. | Manuel Pedersen | Rampla Juniors FC | 12    |

1900 · 1901 · 1902 · 1903 · 1904 · 1905 · 1906 · 1907 · 1908 · 1909 · 1910 · 1911 · 1912 · 1913 · 1914 · 1915 · 1916 · 1917 · 1918 · 1919 · 1920 · 1921 · 1922 · 1923 · 1924 · 1925 · 1926 · 1927 · 1928 · 1929 · 1930 · 1931 · 1932 · 1933 · 1934 · 1935 · 1936 · 1937 · 1938 · 1939 · 1940 · 1941 · 1942 · 1943 · 1944 · 1945 · 1946 · 1947 · 1948 · 1949 · 1950 · 1951 · 1952 · 1953 · 1954 · 1955 · 1956 · 1957 · 1958 · 1959 · 1960 · 1961 · 1962 · 1963 · 1964 · 1965 · 1966 · 1967 · 1968 · 1969 · 1970 · 1971 · 1972 · 1973 · 1974 · 1975 · 1976 · 1977 · 1978 · 1979 · 1980 · 1981 · 1982 · 1983 · 1984 · 1985 · 1986 · 1987 · 1988 · 1989 · 1990 · 1991 · 1992 · 1993 · 1994 · 1995 · 1996 · 1997 · 1998 · 1999 · 2000 · 2001 · 2002 · 2003 ·  2004 · 2005 · 2005/06 · 2006/07 · 2007/08 · 2008/09 · 2009/10 · 2010/11 ·  2011/12 · 2012/13 · 2013/14 · 2014/15 · 2015/16 · 2016 · 2017 · 2018 · 2019 · 2020 · 2021 · 2022 · 2023